# 年老いた祖母の物語
『年老いた祖母の物語』（としおいたそぼのものがたり、ロシア語: Сказки старой бабушки） 作品31 は、セルゲイ・プロコフィエフが作曲した全4曲からなるピアノ曲集。1918年に作曲され、翌年1月7日に作曲者自身の演奏によりニューヨークで初演された。会場はおそらくエオリアンホールであったと思われる。初版譜は1922年のモスクワにおいてグータイル社から出された。作曲時期はロシア革命をきっかけとしたプロコフィエフのアメリカ合衆国への亡命期に重なる。管弦楽編曲版も存在する。

## 概要
プロコフィエフは全精力をオペラ『三つのオレンジへの恋』の作曲に注ぎ込んでいたため、この時期に生まれたピアノ作品は少ない。同時期には『4つの小品』 作品32が作曲されている。いずれの作品もオペラ初演の遅延により生じた経済状況を改善するために書かれたものであった。しかし、彼がこれらの作品に期待していたような著作権収入を得ることはできなかった。

## 楽曲構成
この作品集は、年老いた祖母が注意深く耳を傾ける膝上の幼い孫息子に話を語って聞かせる様を描いている。全曲が短調で書かれており、懐旧の情で溢れている。
4つの楽曲に標題は付されていない。
1. Moderato （ニ短調）
2. Andantino （嬰ヘ短調）
3. Andante assai （ホ短調）
4. Sostenuto （ロ短調）

全曲の演奏には8-10分を要する。